# Іван Андрійович Можайський
Іван Андрійович Можайський (? — до 1483) — руський князь з московської гілки Рюриковичів, син Андрія Дмитровича Можайського, внук Дмитра Донського. Князь можайський (1432—1454) та стародубський (1454 — до 1485).
Князював в Московському князівстві, а не Русі (Київ), оскільки Русь тоді вже була давно ліквідована.

## Біографія
У 1432 році його батько перед смертю наділив Івана «з волостьми». Спочатку був союзником великого князя Московського Василя II. У 1434 році брав участь у битві при Миколиній горі на боці великого князя проти князя Юрія Дмитровича Звенигородського. Зазнавши поразки, обидва князя втекли до Твері. За цим Іван Можайський уклав договір із Юрієм Звенигородським, визнавши його великим князем. Після смерті останнього 1434 року знову визнав владу Василя ІІ. У 1434—1436 pоку він бере участь у боротьбі великого князя із князем Василем Юрійовичем Косим. Згодом можайський князь зникає зі сторінок літописів на кілька років. Вперше після засліплення Василя Юрійовича Косого він згаданий у 1442 році. У суперечці Дмитра Шемяки та Василя II за Углицький уділ 1441року Іван Андрійович підтримав першого. Великий князь змушений був поступитися. Влітку 1445 року Іван Андрійович підтримав великого князя у поході проти казанського хана Махмуда, що вдерлися до московських земель. У битві князі зазнали поразки — Іван утік, а Василь II потрапив у полон.
Під час феодальної війни у Великому князівстві Московському допоміг князю Дмитру Шемяці у 1446 році захопити Москву і скинути великого князя Василія ІІ. Після того як останній зумів у 1446—1447 роках відновити свою владу, Іван Андрійович втік у Велике князівство Литовське. Виношував плани заняти московський престол за допомогою Казимира Ягелончика.
Невдовзі знову вернувся у Московію. Брав участь в укладанні мирного договору між Василієм ІІ та Казимиром у 1449 р.
У 1454 році знову втік до Литви. Казимир надав йому значні володіння до яких входили Гомель і Стародуб. У 1465 р. сину Івана Андрійовича, Семену був наданий Брянськ. Близько 1465 р. заключив угоду з князем Іваном Васильовичем Боровським за якою вони вдвох мали відвоювати у Василія ІІ свої вотчини. Також претендував на московський трон.

### Сім'я і діти
Дружина невідома на ім'я дочка князя Федора Воротинського, ймовірно була другою дружиною, перша — невідома.
Діти:
- Дочка була дружиною князя Семена Федоровича Воротинського
- Андрій Іванович Можайський — князь стародубський (бл. 1486—1487), одружений з дочкою Олександра Чорторийського.
- Семен Іванович Можайський — князь стародубський (1487—1505/1508), у 1500 р. перейшов на службу до Великого князівства Московського.